# 孙暹
孙暹（？年—1598年），河北涿州人，明朝万历时期的司礼监秉笔太监、东厂提督太监。

## 生平
万历年间，担任司礼监秉笔太监兼任东厂提督太监。
万历十七年（1589年），魏忠贤在孙暹的引荐下进入宫廷，改姓李名进忠，之后在甲子库办事。
万历二十六年（1598年），去世。
| 前任： 张诚 (万历宦官) | 东厂提督太监 1596年—1598年 | 繼任： 陈矩 (明朝宦官) |